# Командування протиповітряної оборони Ізраїлю
Командування протиповітряної оборони Ізраїлю (івр. מערך ההגנה האווירית) — це вище військове керівництво, що об'єднує підрозділи Протиповітряної оборони Збройних сил Ізраїлю. Командування, яке підпорядковується ВПС Ізраїлю, відповідає за захист повітряного простору країни разом з Повітряними силами Ізраїлю. У доктрині оборони повітряного простору Ізраїлю вказано, що ВПС використовують літаки-перехоплювачі як головний інструмент для досягнення панування в повітрі⁣, а системи протиповітряної оборони, що є першою лінією оборони, ― для захисту від основних авіаційних загроз, у тому числі балістичних ракет, ракет «земля — повітря» та ракетної артилерії.

## Галерея

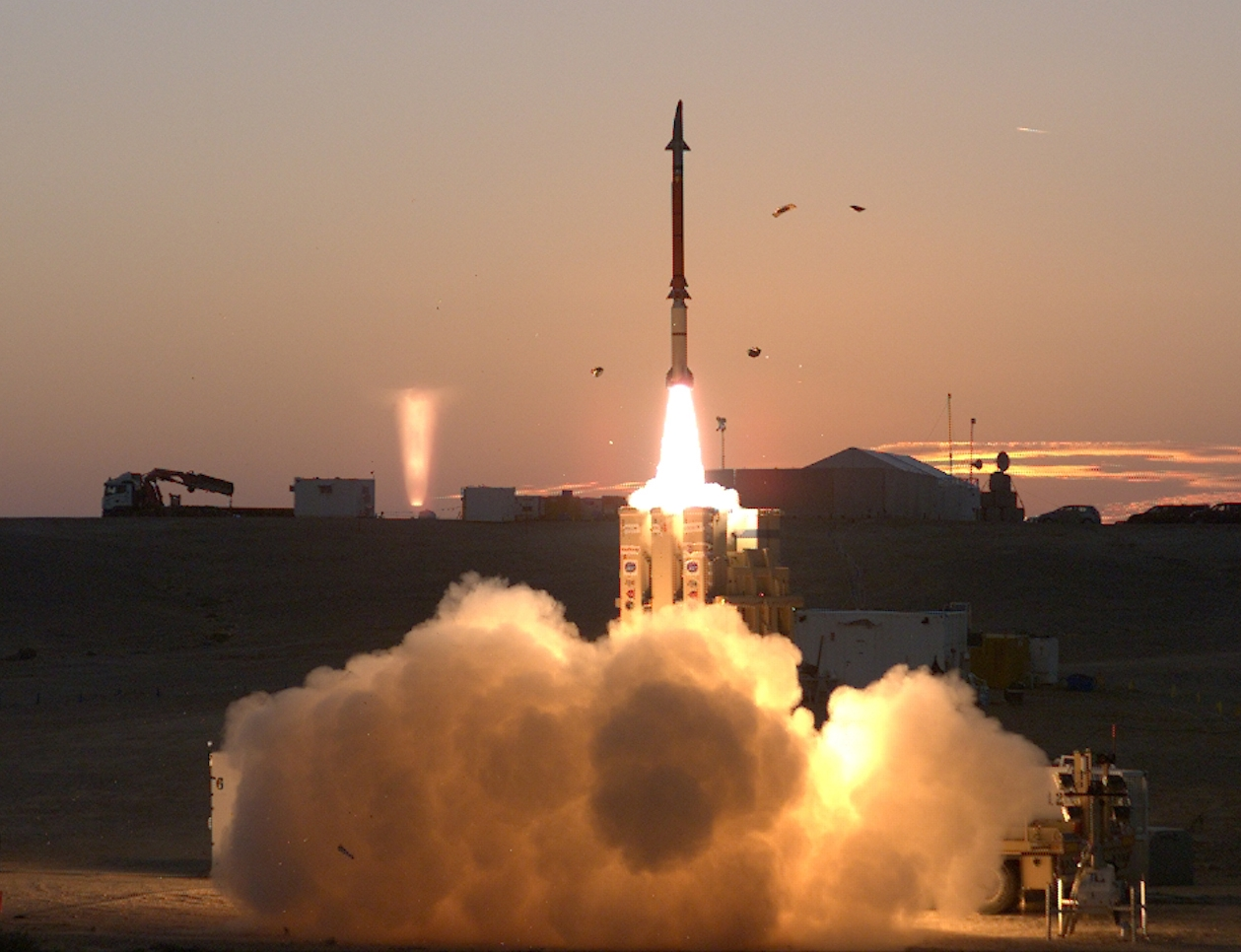
Праща Давида, призначена для перехоплення крилатих ракет і балістичних ракет середньої дальності.
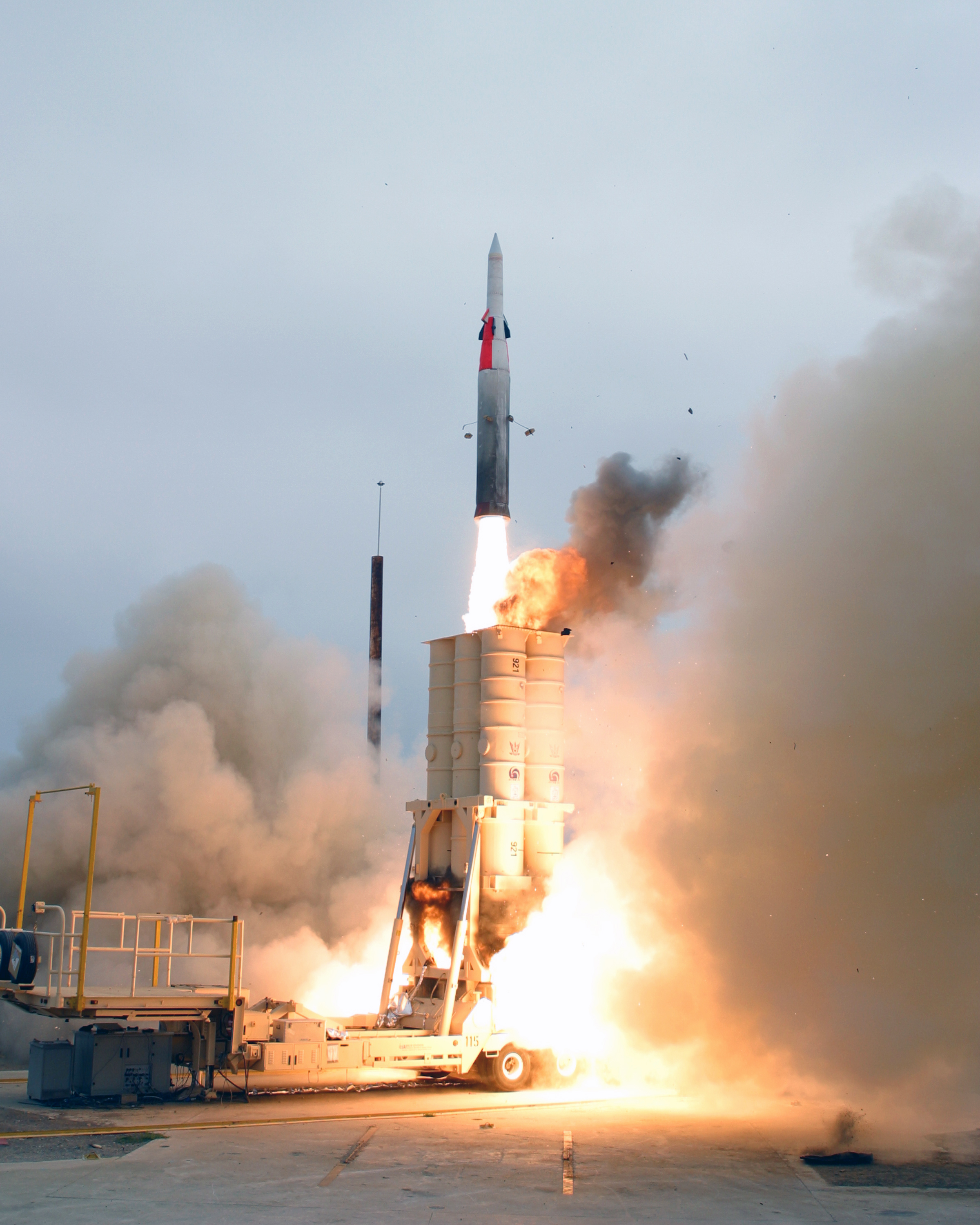
Ракета Хетц 2, призначена для перехоплення балістичних ракет в атмосфері.
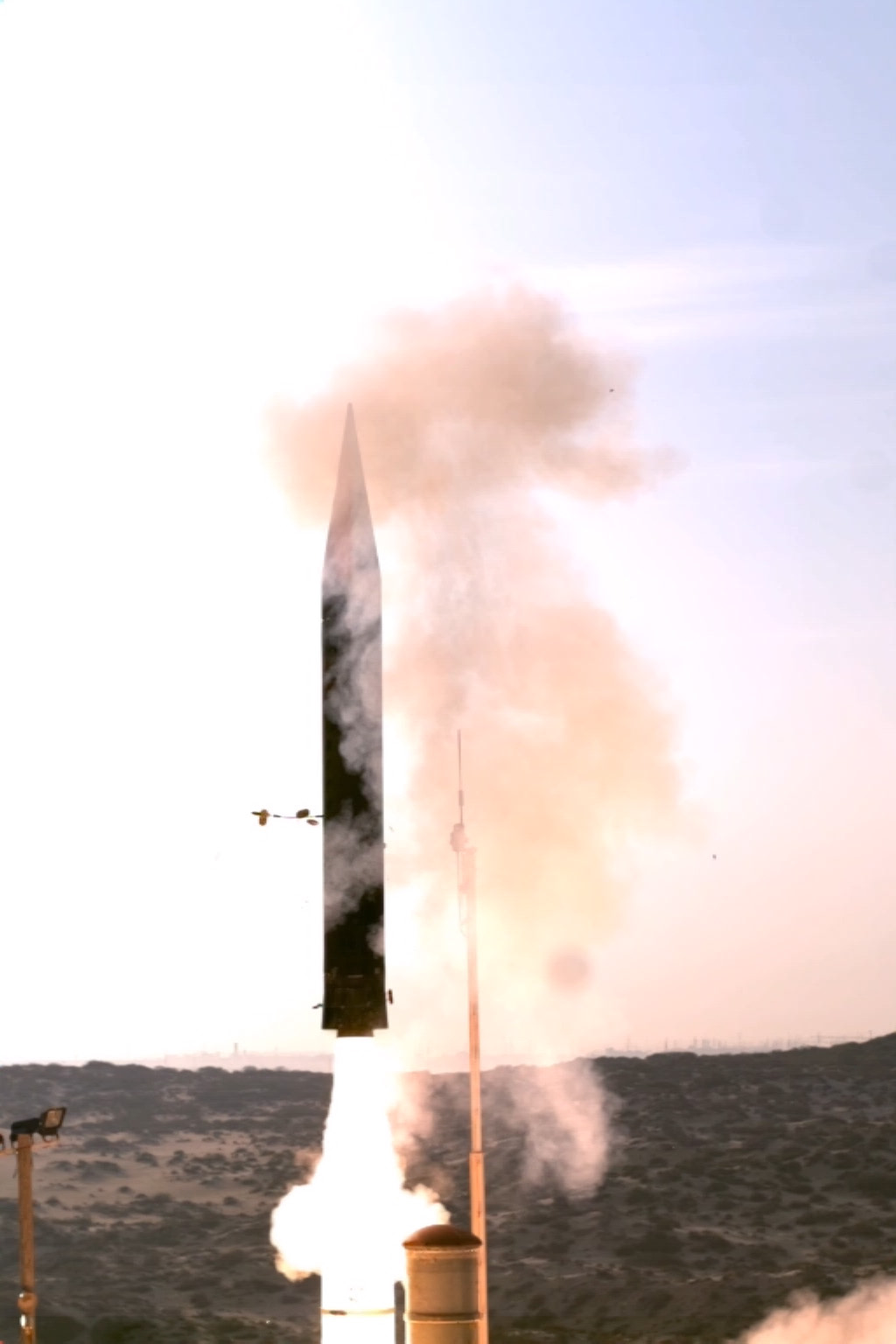
Ракета Хетц 3, призначена для перехоплення ракет у космосі.